# Betabloccanti

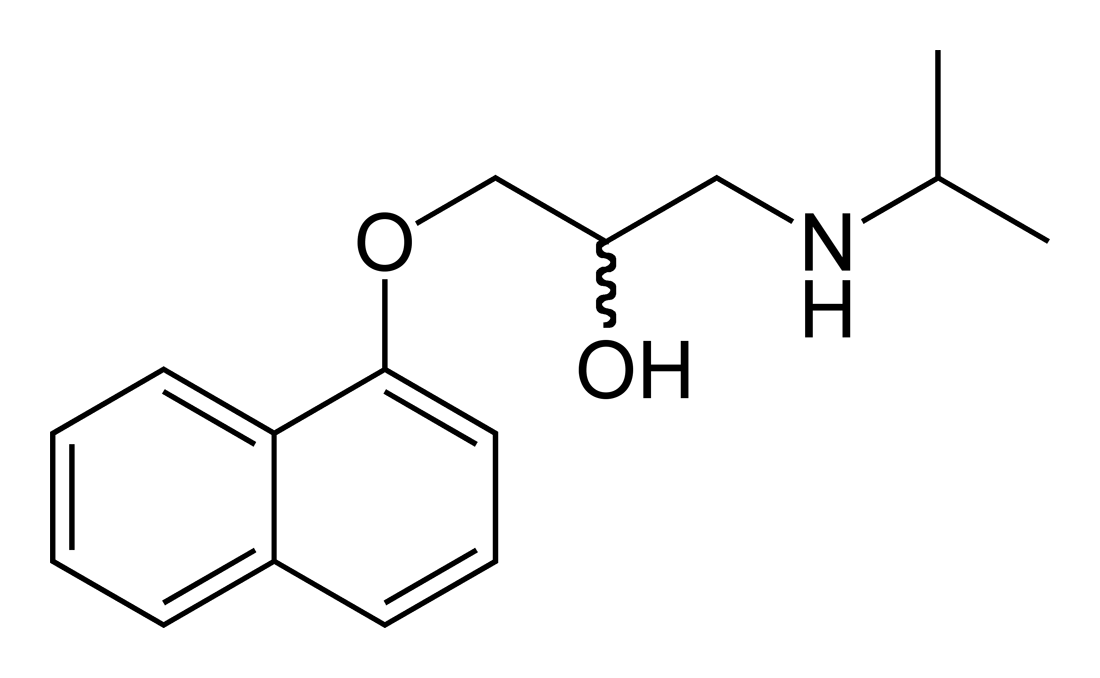
Formula chimica del propranololo, il prototipo dei β-bloccanti

I β-bloccanti sono una classe di farmaci con azione bloccante dei recettori β-adrenergici. A questa classe appartengono sia farmaci che bloccano in maniera non selettiva tutti i recettori β-adrenergici, sia altri che possono bloccare selettivamente uno dei tre tipi di recettori β: recettori β1, β2 e β3.
I β-bloccanti vengono utilizzati principalmente come antiaritmici, come antipertensivi e antianginosi. Proteggono il cuore dagli effetti catecolaminergici tossici, portando alla downregulation dei recettori β.
Precedentemente erano controindicati nella insufficienza cardiaca per i loro effetti inotropo-negativi, ma da diversi studi si è rilevato che i β-bloccanti senza attività simpaticomimetica intrinseca migliorano l'insufficienza cardiaca e ne riducono la mortalità del 65%. Potendo comunque aggravare lo scompenso, occorre sorvegliare adeguatamente il paziente.

## I recettori adrenergici
Nel sistema adrenergico esistono recettori di tipo α e di tipo β. Gli alfa si dividono in e α1 e α2, attivi in funzione della quantità di catecolamine liberate.
Nel cuore sono localizzati prevalentemente recettori β1, mentre nei bronchi β2. Anche gli α sono presenti nel cuore, ma prevalgono comunque i β. A livello del ventricolo, in particolare, si trova un rapporto β1/β2 di 4:1 (in atrio il rapporto è superiore). Questo rapporto nel ventricolo si modifica in situazioni patologiche, potendo diventare 3:2. 
La noradrenalina è più affine ai recettori α, il che porta a un aumento delle resistenze periferiche e della pressione, colte dai barocettori che compensano abbassando la frequenza cardiaca. L'adrenalina invece agisce in egual modo su α e β, portando a un aumento della frequenza cardiaca e diminuzione delle resistenze periferiche.

### Livello polmonare
Nei polmoni i recettori β2 inducono broncodilatazione: i β-bloccanti a questo livello danno infatti l'effetto della broncocostrizione.

### Livello vasale
La stimolazione adrenergica induce vasocostrizione a livello della cute, ad opera soprattutto degli α1 e vasodilatazione ad opera dei β2.

### Livello cardiaco
Nel cuore la contrazione scaturisce dall'aumento della concentrazione di ioni calcio. La quantità del calcio dipende dalla conduttanza dei canali, modulata dai processi di fosforilazione. Questi sono favoriti dall'aumento del cAMP, che induce l'attivazione della proteina chinasi A (PKA), che fosforila i canali del calcio. Il cAMP è in grado di agire direttamente sulle cellule cronotrope del seno attraverso l'attivazione di un canale responsabile della corrente funny, ovvero del pacemaker, aumentandola. 
I recettori β aumentano la forza di contrazione, mentre nei tessuti di conduzione aumentano la frequenza di scarica pacemaker e la conduttività del segnale elettrico (effetto batmotropo positivo).

### Livello muscolare liscio
I recettori β a livello del muscolo liscio facilitano il rilassamento. Infatti stimolando il cAMP, si attiva la proteinchinasi A che forsforila la chinasi della catena leggera della miosina (MYLK) inattivandola.

## Farmacodinamica
I β-bloccanti hanno attività anti-ipertensiva, effetti polmonari, effetti metabolici. Gli effetti funzionali potenzialmente utili sono la riduzione della frequenza cardiaca, la riduzione del consumo di ossigeno, la riduzione degli acidi grassi e dello stress ossidativo, l'attività antiaritmica. Effetti biologici da tenere in considerazione sono la riduzione dell'apoptosi dei miocardiociti, dell'aggregazione piastrinica, della rottura delle placche aterosclerotiche, della proliferazione delle cellule muscolari lisce vasali.
Il cuore è sottoposto a stimolazione simpatica da parte dell'adrenalina, e parasimpatica da parte dell'acetilcolina, che svolge azione opposta. L'adrenalina aumenta la forza di contrazione e la velocità di conduzione cardiaca; se si bloccano i recettori β si perdono gli effetti simpatici e prevalgono i parasimpatici: effetto inotropo-negativo, lusitropo, cronotropo-negativo, riduzione della velocità di conduzione. L'attività anti-ischemica si ha in quanto deprimendo l'attività cardiaca si riesce a ridurre il consumo d'ossigeno. 
L'attività anti-ipertensiva si manifesta con la riduzione della gittata, del sistema renina-angiotensina e dell'attività sui centri vasomotori. La stimolazione cronica del sistema adrenergico si traduce in ipertrofia, patologica per il cuore; un'inibizione di recettori β pertanto riduce il lavoro cardiaco, portando a un miglioramento della struttura con riduzione del ventricolo di sinistra e aumento della frazione di eiezione, nonostante sia stata ridotta la forza di contrazione. 
Gli effetti vascolari invece dipendono dal tipo di selettività che il farmaco presenta, e dai tipi di recettori presenti nel letto vascolare (β1 o β2). 
| Effetti cardiaci Blocco β1 | Effetti renali Blocco β1                                              | Effetti vascolari Blocco β1 e β2 |
| --- | --------------------------------------------------------------------- | --- |
| - Bradicardia - Riduzione della conducibilità - Rallentamento della conduzione in atrio - Aumento del periodo refrattario - Effetto inotropo negativo | - Riduzione dell'attività del sistema renina-angiotensina-aldosterone | - Acuto: aumento delle resistenze periferiche e riflesso adrenergico di compenso - Cronico: le resistenze periferiche ritornano normali ma non completamente |

### Effetti non desiderati
A livello cardiovascolare: bradicardia, blocco atrioventricolare, fenomeno di Raynaud.
A livello metabolico: mascheramento dei sintomi di ipoglicemia.
A livello polmonare: aumento delle resistenze delle vie aeree.
A livello nervoso: affaticamento, cefalea, alterazioni del sonno, aggravamento dell'impotenza.
A livello renale: riduzione del flusso renale.

## Classificazione dei β-bloccanti

### Generazioni
I β-bloccanti si classificano in tre generazioni:
1. Prima generazione: non selettivi
2. Seconda generazione: β1 selettivi
3. Terza generazione: con proprietà vasodilatatorie

La selettività β1 è utile per salvaguardare il sistema bronchiale: negli asmatici non si usano i β-bloccanti, nei pazienti con BPCO i β1 selettivi.
Nell'insufficienza cardiaca, con la downregolation dei β1 e con i recettori β2 più presenti a livello superficiale, è invece preferibile un farmaco non selettivo.

### Attività simpaticomimetica
- Farmaci con attività simpaticomimetica intrinseca: il farmaco, pur essendo un β-bloccante, riesce ad aumentare il tono adrenergico. In questi farmaci si osservano blandi effetti sulla gittata cardiaca ed effetti sulle resistenze periferiche, che tendono a ridursi, sotto stimolazione dei β2. Quindi un farmaco con attività simpaticomimetica non modifica molto la gittata cardiaca, ma si ha un modesto effetto di stimolazione β2, cioè di vasodilatazione, utile nelle sindromi vascolari, così da non avere aumento delle resistenze periferiche. È utile per pazienti con problemi renali, con BPCO o con blocco atrioventricolare. Causano minore bradicardia e vasocostrizione periferica rispetto agli altri β-bloccanti.
  - acebutololo
  - celiprololo
  - pindololo
  - oxprenololo
- Farmaci senza attività simpaticomimetica intrinseca: inizialmente si riduce la gittata ed aumentano le resistenze periferiche, poi avviene un accomodamento che porta alla riduzione della pressione per una riduzione della gittata cardiaca.

### Stabilizzazione di membrana
Gli stabilizzatori di membrana (esempio: Sotalolo) interferiscono col funzionamento dei canali del sodio; ciò comporta una riduzione dell'eccitabilità, riduzione della soglia di attivazione e della velocità di conduzione, tutte proprietà antiaritmiche.

### Vasodilatazione
I farmaci di terza generazione hanno proprietà vasodilatatorie, dovute a vari meccanismi: produzione di NO, azione β2, azione α1, interferenze con canali del calcio, modulazione delle correnti del potassio iperpolarizzanti.

### β-bloccanti cardioselettivi
I cardioselettivi hanno effetto minore sui recettori β2, non sono però completamente cardiospecifici. Sono preferiti nei pazienti diabetici e con turbe della circolazione periferica.
- acebutololo
- atenololo
- betaxololo
- bisoprololo
- nebivololo
- metoprololo
- cetamololo

### β-bloccanti idrosolubili
I farmaci idrosolubili non oltrepassano la barriera emato-encefalica, causando meno effetti collaterali a livello centrale, come ad esempio disturbi del sonno.
- atenololo
- celiprololo
- nadololo
- sotalolo

## Usi clinici

### Indicazioni
Vengono usati per ipertensione, angina, infarto miocardico, aritmie, scompenso cardiaco, tireotossicosi, cefalea, e altri usi.

#### Infarto acuto
È raccomandato l'uso di farmaci di classi I. Il razionale nell'utilizzo di questi si basa sul fatto che riducono le dimensioni dell'infarto, riducono l'insorgenza di aritmie, riducono il dolore, riducono la mortalità, riducono la morte improvvisa.

#### Post-infarto
Anche in questo caso si utilizzano farmaci β-bloccanti di classe I, perché riducono la frequenza cardiaca. Tale prevenzione è migliore nei pazienti ad alto rischio.

#### Sindromi coronariche NSTEMI
In fase acuta le evidenze di efficacia non sono realmente così evidenti, al contrario nell'uso cronico dove è utile nel controllo dell'ischemia stabile, per la prevenzione dell'infarto. Meno forti invece i dati sulla sopravvivenza.

#### Insufficienza cardiaca
Nell'insufficienza cardiaca l'organismo attua una serie di risposte compensatorie per far lavorare maggiormente il cuore, che alla lunga possono peggiorare il quadro. A lungo termine la somministrazione di β-bloccanti diventa utile per alcune categorie d'insufficienza: la riduzione del consumo d'ossigeno provocata dalla riduzione della frequenza e della gittata cardiaca, si traduce in un effetto trofico sul cuore.

#### Aritmie
L'uso dei β-bloccanti è consigliato soprattutto per le aritmie sopraventricolari. Gli effetti che si ottengono sono:
- stabilizzazione della membrana, per interferenza con la funzionalità dei canali sodio e quindi la depolarizzazione
- effetto bradicardizzante
- evitare il ristagno di sangue in atrio e la contrazione patologica “a sacco di vermi” del ventricolo.

### Principi di terapia
- Dose test: mattina e sera 3,125 mg di carvedilolo, o 1,25 mg di bisoprololo o 10 mg di metoprololo.
- Successivamente, raddoppiamento della dose sotto controllo medico ogni 10 giorni.
- Dose massima: 2×25 mg di carvedilolo, o 2×5 mg di bisoprololo o 3×50 mg di metoprololo.

Il farmaco va sospeso in modo graduale per ovviare al fenomeno di adattamento che segue l'uso cronico dei β-bloccanti.
Alla brusca sospensione di alcuni di essi può avere la cosiddetta “ipertensione di rimbalzo”: questo è molto meno frequente con β-bloccanti aventi azione di agonismo parziale e/o non selettiva (ad es. propranololo, pindololo).

## Controindicazioni
Si sconsiglia l'uso in concomitanza con asma, anomalie atrioventricolari, insufficienza cardiaca severa scompensata, diabete insulino-resistente, impotenza, depressione.